# Leon Vitali
Leon Vitali, ursprungligen Alfred Leon, född 26 juli 1948 i Leamington Spa i Warwickshire, död 19 augusti 2022 i Los Angeles, var en brittisk skådespelare, mest känd för sitt samarbete med regissören Stanley Kubrick, dels som assistent, dels som skådespelare. Hans mest kända roll är som Lord Bullingdon i Kubricks Barry Lyndon (1975). 
Vitali medverkade som gästskådespelare i många TV-serier i början av 1970-talet och började sin filmkarriär 1973. Efter sin medverkan i Barry Lyndon började han arbeta med Stanley Kubrick, och i The Shining (1980) är han krediterad som "personal assistant to director". År 1977 medverkade han i filmen Victor Frankenstein, en svensk-irländsk produktion. Under inspelningen träffade han sin framtida fru Kersti Vitali, som var kostymdesigner. De båda arbetade med kostym i den svenska filmen Mackan, regisserad av Birgitta Svensson. Vitali hade också en liten roll i Svenssons nästa film, Inter Rail.
Vitali arbetade på nytt med Kubrick som assistent under inspelningen av Full Metal Jacket (1987) och Eyes Wide Shut (1999). I den senare medverkade han också som skådespelare. År 2017 kom dokumentärfilmen Stanley Kubricks högra hand (originaltitel: Filmworker), som handlar om Vitali och hans arbete med Kubrick.
Han är far till den svenska skådespelerskan Vera Vitali och regissören Max Vitali.